# Elma Saiz
Elma Saiz Delgado (nascida a 2 de dezembro de 1975) é uma política, advogada e professora universitária espanhola, atual Ministra da Inclusão, Segurança Social e Migrações desde 2023.
É licenciada em Direito pela Universidade de Navarra e especialista em fiscalidade. Na política ativa desde 2003, altura em que passou a fazer parte do Parlamento de Navarra, desde então ocupou vários cargos regionais, tornando-se Ministra da Economia e Finanças e porta-voz do Governo de Navarra de 2019 a 2023.

Na política nacional, durante o segundo mandato de José Luis Rodríguez Zapatero foi delegada do Governo em Navarra. Posteriormente, desde a constituição do terceiro governo espanhol, em 21 de novembro de 2023, exerceu o cargo de Ministra da Inclusão, Segurança Social e Migrações.